# Faktótum (film)
Faktótum (anglicky Factotum) je filmové drama z roku 2005 v koprodukci Norska/USA/Francie/Německa/Itálie, které natočil norský režisér Bent Hamer. Čerpá zejména ze stejnojmenného literárního díla a několika dalších německo-amerického spisovatele Charlese Bukowského.

## Herecké obsazení
- Matt Dillon jako Henry „Hank“ Chinaski
- Lili Taylor jako Jane
- Marisa Tomei jako Laura
- Adrienne Shelly jako Jerry
- Fisher Stevens jako Manny
- Karen Young jako Grace
- Didier Flamand jako Pierre
- Wayne Morton jako Mantz
- Dee Noah jako Hankova matka
- James Noah jako Hankův otec

## Děj
Henry „Hank“ Chinaski pracuje v mrazírnách a vedoucí mu dá úkol, má rozvézt led po barech. Hned v prvním baru Chinaski ztvrdne u skleničky. Když pak přijede vedoucí a uvidí otevřené dveře automobilu, z něhož vytéká voda ze zbývajícího rozpouštějícího se ledu, Chinaskiho okamžitě propustí. Henry si pak najde podnájem a zkusí se přihlásit na místo taxikáře. Tady působí dobrým dojmem na instruktora díky svým bystrým odpovědím, ale personální ho vyhodí, protože si jej prověřil a zjistil, že Chinaski zfalšoval přihlášku, když neuvedl své přestupky proti zákonům. Další štací je práce v továrně zpracovávající zeleninu, ale ani tady dlouho nevydrží. Během jedné noční směny praští s pracovním oblekem a odchází pryč.
Pak potká v baru Jane a koupí jí pití. Za tři dny už u ní bydlí. Společně obrážejí bary a když jim dojdou peníze, kradou mince a cigarety ze zaparkovaných aut. Když nejsou peníze na základní potraviny, není to katastrofa, prioritou je mít vždy něco k pití. Po čase Henry vezme práci ve skladě s bicykly. Při přijetí se musí ponížit, řekne, že práce je jeho druhým domovem. Tady se seznámí s Mannym, s nímž sdílí vášeň k sázkám na koně. Společně vyrážejí po směně na dostihy a poměrně se jim daří. Začínají fluktuovat a chodit pozdě do práce. Chinaski si koupí nový drahý oblek a pije kvalitní whisky. Šéf už teď nevypadá tak mocně. Jane je nespokojená, že ji Henry už dva týdny neobšťastnil. Kvůli svým pozdním příchodům do zaměstnání je Chinaski propuštěn, má ale nárok na podporu. Nastávají zlaté časy, Henry nemusí vstávat do nudné práce, celý den může strávit v posteli s Jane nebo na dostizích. Za chvíli ho to ale omrzí, rozdělí zbývající peníze, polovinu nechá Jane a odchází. Jane je zaskočená, tohle nečekala.
Chinaski se v baru seznámí s Laurou, která ho vezme k Pierrovi, zbohatlíkovi, který se o ni a další dvě bezprizorní prostituky stará. Když se Pierre dozví, že Henry se věnuje psaní, chce po něm, aby mu napsal libreto k jeho opeře „Císař San Francisca“ (anglicky „The Emperor of San Francisco“). Skupina společně dobře vychází, Pierre bere ostatní na svou jachtu na projížďky po moři. Oproti každodennímu šílenství v továrnách a na ulicích je to pohodlný klidný život. Idylka končí, když Pierre zemře. Chinaski si jde zase svou cestou. Objeví se na skok doma, ale zásadový otec ho vyhodí, když Chinaskimu dojde trpělivost poslouchat jeho otravné řeči a schválně ho vyprovokuje.
Chinaski vyhledá Jane, která pracuje jako pokojská v hotelu ve městě. Za několik dní se k němu nastěhuje a nastává kolotoč hádek. Chinaski od ní chytne filcky zrovna v nevhodnou dobu, kdy má nastoupit do zaměstnání jako uklízeč. Po aplikaci přípravku proti vším má Henry popálené přirození. Jane mu obalí penis a varlata do kokonu z gázy. V práci Chinaski nevydrží ani jednu směnu a poté se domáhá výplaty za těch pár hodin, co odpracoval. Osobně si pro ně přijde k šéfovi. Po krátkém soužití s Jane se oba rozejdou.
Henry jde zažádat o práci na pracovní agenturu, kde se dá do řeči s postarším černochem. Společně popíjejí víno, dokud je zaměstnanec agentury nevyrazí. Pokračují v popíjení venku až do svítání. Pak se rozloučí a jdou si každý po svém. Na adresu, kde dříve Chinaski býval v podnájmu přijde dopis z nakladatelství. Stojí v něm, že mu byla přijata jedna povídka „Moje opilecká duše je smutnější než všechny mrtvé vánoční stromky světa“ (anglicky „My Beerdrunk Soul Is Sadder Than All The Christmas Trees Of The World“). To už Hank popíjí v baru, kde se u tyče kroutí nahá mladá dívka, a v duchu filozofuje o osamělosti.

## Citáty
„Jestliže se chcete o něco pokusit, jděte do toho naplno, jinak to raději ani nezkoušejte. Protože jinak můžete ztratit přítelkyně, manželky, příbuzné, práci a možná i vlastní rozum. Možná to bude znamenat, že budete tři nebo čtyři dny hladovět nebo budete mrznout na lavičce v parku. Může to znamenat i vězení. Může to znamenat výsměch, úšklebky a odloučení od lidí. Odloučení od lidí je dar, všechno ostatní je jen zkouška vůle. Zkouška toho, jak moc to opravdu chcete. A vy to dokážete, navzdory všem překážkám. A bude to nádhernější než cokoliv, co si dokážete představit. Jestli to chcete zkusit, jděte do toho naplno. Není nic lepšího než být sám s bohy, když noci hoří plamenem. Prosvištíte životem s úsměvem na rtech a to je to jediné, kvůli čemu stojí za to žít.“ (závěrečný epilog)